# ヤブニンジン
ヤブニンジン（藪人参、学名：Osmorhiza aristata ）はセリ科ヤブニンジン属の多年草。新潟県直江津市ではウマゼリとも呼ぶ。野胡蘿蔔(ナガジラミ)とも呼ばれる。

## 特徴
茎は直立し、長い枝を分け、高さは30-60cmになる。茎と葉の両面に毛がある。葉は長さ7-30cmになり、2回3出羽状複葉で、小葉は卵形になり、縁に鋸歯がある。
花期は4-5月。枝先に複散形花序をつけ、小花序に少数の白色の5弁花をつける。花序の下の総苞片はあり、小花序の下にある小総苞片は下を向く。果実は細長く、上部がふくれ、下部が細まり、隆条に上を向く刺毛がある。
- 葉は2回3出羽状複葉

## 分布と生育環境
日本では、北海道、本州、四国、九州に分布し、山野の日陰になる藪などに生育する。世界では、朝鮮、中国、アムール、ウスリー、シベリア、カフカズ、インドに分布する。

## 下位分類
- ミヤマヤブニンジン Osmorhiza aristata (Thunb.) Rydb. var. montana Makino -葉の裂片が狭く、葉の先端がとがり、全体に毛が少ない。深山に生育する。別名、オナガヤブニンジン。